# Paspalum crispulum
Paspalum crispulum är en gräsart som beskrevs av Jason Richard Swallen. Paspalum crispulum ingår i släktet tvillinghirser, och familjen gräs. Inga underarter finns listade i Catalogue of Life.